# Verbove (raïon de Polohy)
Pour les articles homonymes, voir Verbove.
Verbove (ukrainien : Вербо́ве) est un village du raïon de Polohy, dans l'oblast de Zaporijjia, au sud de l'Ukraine. Il est administrativement situé dans la hromada urbaine de Polohy. Il comptait 1 246 habitants en 2001. Une petite rivière, la Verbova (uk), coule vers le nord-ouest à travers le village et jusqu'à Orikhiv, où elle rejoint la rivière Konka.

## Histoire
Le village est fondé dans les années 1790 par des migrants de l'oblast de Poltava.
269 personnes du village sont mortes pendant l'Holodomor au début des années 1930.

### Invasion russe de l'Ukraine
Lors de l'invasion russe de l'Ukraine, Verbove est occupée par les forces russes fin février 2022. En juin 2022, les forces russes ont détruit le monument « Mère triste », qui se dressait au-dessus d'une fosse commune où sont enterrés 972 soldats de l'Armée rouge.
Le 30 août 2023, lors de la contre-offensive ukrainienne, les troupes ukrainiennes atteignent la périphérie nord-ouest de Verbove. Le 6 septembre, les troupes ukrainiennes avancent le long de la ligne de fortifications russes et pénètrent dans la partie nord-ouest du village.